# Le Maître d'école
Le Maître d'école är en fransk komedi från 1981 i regi av Claude Berri. Huvudpersonen Gérard Barbier förlorar sitt jobb i en klädaffär och bestämmer sig för att bli lärare, men upptäcker att läraryrket inte riktigt är vad han hade föreställt sig.

## Rollista (i urval)
- Coluche: Gérard Barbier
- Josiane Balasko: Ms Lajoie
- Roland Giraud: Mr. Meignant